# Жетково
Жетко́во (рос. Жетково) — село у складі Балейського району Забайкальського краю, Росія. Входить до складу Нижньогірюнінського сільського поселення.

## Населення
Населення — 67 осіб (2010; 82 у 2002).
Національний склад (станом на 2002 рік):
- росіяни — 100 %